# Christof-Sebastian Klitz
 (novembre 2023).
Christof-Sebastian Klitz (né le 8 septembre 1959 à Hambourg) est le directeur de la représentation de Volkswagen auprès des instances européennes à Bruxelles et membre du conseil d'administration du Mouvement européen.

## Biographie
Christof-Sebastian Klitz étudie le droit à l'université de Hambourg. Il obtient le 2e examen d'État.
Au début de sa carrière, il est assistant de recherche à l'université de Hambourg. En 1991, il devient dirigeant adjoint du bureau de l'Économie allemande à Washington D.C.. Immédiatement après, il travaille pour Burson-Marsteller à Bonn et Berlin, ainsi que pour la Deutsche Telekom à Bonn. En 1999, il commence chez Volkswagen. Depuis 2008, il est dirigeant du lobbyisme de Volkswagen à Berlin et Bruxelles. 
Christof-Sebastian Klitz est vice-président honorifique de la fédération régionale du Conseil économique du CDU à Bruxelles. Il est membre du Mouvement Européen,. Au congrès annuel du Mouvement Européen à Varsovie en novembre 2011, il a été élu vice-président du Mouvement Européen.